# Крбавица поље
Крбавица поље је мало крашко поље северозападно од Крбавског поља у Хрватској. Захвата површину од око 2,5 км² и окружено је брдима са свих страна, од којих се издваја Мрсињ. Северни део поља одликују бројна врела из којих настаје река Krasulja. Значајне су и две понорнице – Suvaja и Красуља.   